# Медаль Мовсеса Хоренаци
Медаль Мовсеса Хоренаци — государственная награда Республики Армения.
Медаль Мовсеса Хоренаци присуждается за выдающиеся творческие достижения в областях армянской культуры, искусства, литературы, образования, гуманитарных наук.
Закон «О медали Мовсеса Хоренаци» действует с 26 июля 1993 года.

## Награждённые
В период правления Президента Армении С. Саргсяна (с 9 апреля 2008 года) медалью были награждены 473 человека, все — прижизненно.
Из 422-х награждённых 336 — граждане Армении, 137 — иностранных государств (20 — Ливана, 17 — Сирии, 15 — США, по 14 — Франции и Российской Федерации, 7 — Грузии, по 6 — Аргентины и Ирана, 5 — Турции и Италии, по 3 — Великобритании и Уругвая, по 2 — Канады, Израиля и Кипра, по 1 — Австрии, Болгарии, Германии, Дании, Египта, Испании, Ирака, Иордании, Нидерландов, Швейцарии, Чили, Румынии, Словении, Ватикана, Украины и НКР).
157 из награждённых — женщины.